# ماركو داماساثنو
ماركو داماساثنو (بالبرتغالية: Marco Damasceno‏) هو لاعب كرة قدم برازيلي في مركز الوسط، ولد في 11 أبريل 1996 في برازيليا في البرازيل. لعب مع أتلتيكو باراناينسي ونادي سامبايو كوريا.

## وصلات خارجية
- ماركو داماساثنو على موقع قاعدة بيانات كرة القدم.إي يو (الإنجليزية)
- ماركو داماساثنو على موقع Soccerway.com (الإنجليزية)
- ماركو داماساثنو على موقع عالم كرة القدم.نت (الإنجليزية)